# Фосфолипидная транспортная система
Фосфолипидная транспортная система — клеточная система доставки веществ посредством липосом, с оболочкой из бислойной мембраны, состоящей из фосфолипидов и других амфифильных молекул.
Фосфолипидная транспортная система широко используется для целенаправленной доставки лекарств, например широко применяется в противоопухолевой терапии, по причине повышения терапевтического эффекта и снижения токсичности лекарственного препарата в сравнении с его свободной формой.
Оболочка мицелл (частиц, содержащих лекарство) состоит из фосфолипидов, которые образуют клеточные мембраны. Фосфолипидная мицелла, содержащая наночастицу лекарства нетоксична, она имеет возможность трансмембранного транспорта внутрь клетки, поэтому запросто проходит в клетку, высвобождая лекарство именно там, где оно необходимо. Фагоциты и прочие защитные клетки не «замечают» наночастицы лекарства размером 15 — 25 нанометров. Благодаря этому, вещество может дольше находиться в кровеносной системе организма, покидая её в местах повышенной проницаемости сосудов, например очаги воспаления или опухоли. Биодоступность вещества резко возрастает, если размер его частиц меньше 50 нм, также качественно изменяется его фармакокинетика и распределение в организме, что повышает терапевтическую эффективность, ослабляя побочные действия.
Традиционно препараты распределяются по всему организму, и лишь небольшая часть (процент или десятые процента) попадает в опухоль или участок воспаления. В связи с применением новых транспортных систем появилась возможность направить большую часть препарата в ткань или больной орган. В большинстве применяемых лекарств, размер частиц составляет более 100 нм. Крупный размер частиц сокращает время циркуляции и усложняет проникновение в проблемные ткани, участки воспаления и клетки.
В России ГК «Роснано»" инвестирует в создание производства (к 2014 году достигнет проектных мощностей), выпускающего лекарства с размером частиц 15-25нм.